# Elaphria niveopis
Elaphria niveopis är en fjärilsart som beskrevs av Dyar 1912. Elaphria niveopis ingår i släktet Elaphria och familjen nattflyn. Inga underarter finns listade i Catalogue of Life.